# Tetijiv
Tetijiv (ukrainsk: Тетіїв, tr. Tetijiv; russisk: Тетиев, tr. Tetijev) er en by og administrativt centrum i Tetijiv hromada, Bila Tserkva rajon i Kyiv oblast i Ukraine. Tetijiv har en jernbanestation på jernbanelinjen Kozjatyn - Zjasjkiv. Byen ligger på begge bredder af floden Roska (biflod til Ros), i hvilken de højre bifloder Rosishka og Dubravka løber ud i. I 2021 havde byen 12.776 indbyggere.

## Galleri
- Nedlagt vandmølle i Tetijiv
- Naturreservat ved Tetijiv
- Kirke i Tetijiv
- Floden Roska i Tetijiv